# کریم عبدالجبار
فردیناند لوئیس آلسیندور جونیور (به انگلیسی: Ferdinand Lewis Alcindor Jr.) یا کریم عبدالجبار (به انگلیسی: Kareem Abdul-Jabbar) (زاده ۱۶ آوریل ۱۹۴۷) بازیکن سابق بسکتبال آمریکایی است. او به مدت ۲۰ فصل به طور حرفه‌ای برای تیم‌های میلواکی باکس و لس آنجلس لیکرز در اتحادیه ملی بسکتبال (ان‌بی‌ای) بازی کرد و در بسکتبال دانشگاهی نیز در تیم یوسی‌ال‌ای برونز یک بازیکن پست سنتر بود. او که عضو تالار مشاهیر بسکتبال نیسمیت است، موفق به کسب رکورد شش جایزه باارزش‌ترین بازیکن ان‌بی‌ای (ام‌وی‌پی) شد. عبدالجبار ۱۹ بار در تیم منتخب ستاره‌های ان‌بی‌ای، ۱۵ بار در تیم آل-ان‌بی‌ای و ۱۱ بار در تیم منتخب دفاعی ان‌بی‌ای انتخاب شد. او به عنوان بازیکن، در شش تیم قهرمانی ان‌بی‌ای حضور داشت و به عنوان کمک‌مربی نیز دو قهرمانی دیگر کسب کرد. او دو بار به عنوان باارزش‌ترین بازیکن فینال ان‌بی‌ای انتخاب شد و در سه تیم سالگرد ان‌بی‌ای (۳۵، ۵۰ و ۷۵ سالگی) قرار گرفت. عبدالجبار که به طور گسترده‌ای به عنوان یکی از بزرگترین بازیکنان تمام دوران شناخته می‌شود، در سال ۱۹۸۴ رکورد امتیازآورترین بازیکن تاریخ ان‌بی‌ای را شکست و تا زمانی که لبرون جیمز در سال ۲۰۲۳ از او پیشی گرفت، این رکورد را حفظ کرد.
عبدالجبار در دوران دبیرستان در مدرسه کاتولیک خصوصی پاور مموریال در نیویورک، با نام لو آلسیندور شناخته می‌شد. او تیم خود را به ۷۱ برد متوالی رساند. در بسکتبال دانشگاهی نیز برای تیم یوسی‌ال‌ای برونز بازی کرد و زیر نظر سرمربی جان وودن سه قهرمانی متوالی ملی را کسب کرد. آلسیندور برای سه بار، رکورد باارزش‌ترین بازیکن مسابقات ان‌سی‌ای‌ای را به دست آورد. در درفت ۱۹۶۹ ان‌بی‌ای، تیم میلواکی باکس که تنها یک سال از تاسیس آن می‌گذشت، او را به عنوان نفر اول انتخاب کرد. عبدالجبار شش فصل را با این تیم گذراند و پس از هدایت باکس به اولین قهرمانی ان‌بی‌ای در سال ۱۹۷۱، در سن ۲۴ سالگی، نام مسلمان خود را به کریم عبدالجبار تغییر داد. او با استفاده از شوت اسکای‌هوک خود، به یکی از بهترین امتیازآورترین بازیکنان لیگ تبدیل شد. در سال ۱۹۷۵، او به تیم لیکرز منتقل شد و ۱۴ فصل پایانی دوران حرفه‌ای خود را در این تیم سپری کرد. در این مدت، لیکرز موفق به کسب پنج قهرمانی ان‌بی‌ای شد. سهم عبدالجبار در دوران شوتایم بسکتبال لیکرز، یک عنصر کلیدی بود. او در طول ۲۰ سال فعالیت حرفه‌ای خود در ان‌بی‌ای، ۱۸ بار به مرحله پلی‌آف راه یافت، ۱۴ بار از دور اول عبور کرد و ۱۰ بار به فینال ان‌بی‌ای رسید.
عبدالجبار در زمان بازنشستگی خود در سال ۱۹۸۹ و در سن ۴۲ سالگی، صدرنشین چندین رکورد دوران حرفه‌ای در فصل عادی ان‌بی‌ای بود، از جمله: امتیازات (۳۸,۳۸۷)، تعداد بازی (۱,۵۶۰)، دقیقه بازی (۵۷,۴۴۶)، پرتاب‌های منطقه‌شده (۱۵,۸۳۷)، تعداد پرتاب‌ها (۲۸,۳۰۷)، بلاک شات‌ها (۳,۱۸۹)، ریباندهای دفاعی (۹,۳۹۴) و خطاهای شخصی (۴,۶۵۷). او همچنان رکورددار تاریخ در دقیقه بازی و پرتاب‌های منطقه‌شده است. عبدالجبار در حال حاضر، از نظر امتیازات و تعداد پرتاب‌ها در رده دوم و از نظر مجموع ریباند‌ها (۱۷,۴۴۰) و بلاک شات‌ها در رده سوم تاریخ ان‌بی‌ای قرار دارد. در سال ۲۰۰۷، ای‌اس‌پی‌ان او را بزرگترین سنتر تاریخ نامید، در سال ۲۰۰۸، بزرگترین بازیکن تاریخ بسکتبال دانشگاهی شناخته شد و در سال ۲۰۱۶، دومین بازیکن برتر تاریخ ان‌بی‌ای (پس از مایکل جردن) معرفی شد. عبدالجبار به عنوان بازیگر، مربی بسکتبال، نویسنده پرفروش و رزمی‌کار نیز فعالیت داشته است. او زیر نظر بروس لی در جیت کان دو آموزش دیده و در بازی مرگ (۱۹۷۲) با او همبازی بوده است. در سال ۲۰۱۲، توسط هیلاری کلینتون (وزیر امور خارجه وقت) به عنوان سفیر فرهنگی جهانی ایالات متحده انتخاب شد. در سال ۲۰۱۶ نشان افتخار آزادی رئیس‌جمهوری را از باراک اوباما دریافت کرد.

## اوایل زندگی
فردیناند لوئیس آلسیندور جونیور، تنها فرزند کورا لیلیان، مامور قیمت‌گذاری فروشگاه و فردیناند لوئیس آلسیندور سنیور، افسر پلیس و نوازنده جاز، در هارلم، نیویورک به دنیا آمد. کورا در کارولینای شمالی متولد شد و به عنوان بخشی از مهاجرت بزرگ به هارلم آمده بود. فردیناند سنیور فرزند مهاجرانی از ترینیداد بود؛ عموی او، دکتر جان آلسیندور، یک فعال سیاه‌پوست و پیشگام در پزشکی بود. آلسیندور در پروژه‌های مسکونی دایکمن استریت در محله اینوود واقع در منهتن شمالی بزرگ شد، محله‌ای که در سال ۱۹۵۰ و در سن سه سالگی به آنجا نقل مکان کرده بودند. آلسیندور هنگام تولد، با وزنی معادل ۵٫۷۵ کیلوگرم و قدی ۵۷ سانتی‌متر، یک نوزاد بسیار بزرگ بود. او همیشه نسبت به هم‌سن‌وسالان خود بسیار قدبلند بود و در سن نه سالگی، قدش به ۱٫۷۳ متر رسید. آلسیندور در دوران نوجوانی به دلیل نگاه‌ها و اظهار نظرها درباره قدش، اغلب افسرده بود. در کلاس هشتم (۱۳–۱۴ سالگی)، قد او به ۲٫۰۳ متر رسید و می‌توانست به راحتی توپ را در سبد اسلم دانک کند.
آلسیندور در آکادمی پاور مموریال، یک دبیرستان کاتولیک خصوصی پسرانه، تحصیل کرد و یکی از معدود دانش‌آموزان سیاه‌پوست آنجا بود. او شماره ۳۳ را برای پیراهن خود انتخاب کرد تا به بازیکن مورد علاقه‌اش، مل تریپلت از نیویورک جاینتز، ادای احترام کند. او این شماره را در تمام دوران دانشگاهی و حرفه‌ای خود حفظ کرد. تحت مربی‌گری جک دوناهو، تیم او سه قهرمانی متوالی کاتولیک نیویورک را به دست آورد و با ۷۱ برد متوالی، به رکورد کلی ۷۹ برد و تنها ۲ باخت رسید. این موفقیت‌ها باعث شد او لقب «برج پاور» را بگیرد. مجموع امتیازات او (۲,۰۶۷ امتیاز) یک رکورد در بسکتبال دبیرستان‌های نیویورک بود. تیم در سال دهم و یازدهم دبیرستان آلسیندور، قهرمان مسابقات ملی بسکتبال دبیرستان‌ها شد و در سال آخر به مقام دوم رسید. رابطه او در سال آخر با دوناهو پس از اینکه مربی او را کاکاسیاه خطاب کرد، تیره شد.
آلسیندور برای روزنامه پروژه اقدام جوانان هارلم می‌نوشت. شورش هارلم در سال ۱۹۶۴، که به دنبال شلیک مرگبار یک افسر پلیس نیویورک به جیمز پاول، پسر ۱۵ ساله سیاه‌پوست، رخ داد، علاقه آلسیندور را به سیاست‌های نژادی برانگیخت. او در این باره گفت: «درست همانجا بود که فهمیدم من چه کسی هستم و چه کسی باید باشم. قرار بود من تجسم خشم سیاهان، و قدرت سیاهان در قالب یک انسان باشم.»